# Szígyártó-ház
A Szígyártó-ház a szecessziós polgáriház-építészet egyik alkotása a szegedi Lechner téren.
Az épületet Szígyártó Albert, ipariskolai tanár építtette 1903-ban, aki később a szegedi második ("Szeged") szabadkőműves páholy alapító tagja és főmestere volt. A háznak területet adó telket Szígyártó tanártársával, Raffay Lászlóval közösen vásárolta. A telket hamarosan kettéosztották, a szomszédban a szintén Kótay által tervezett szecessziós Raffay-ház épült fel. A Szígyártó-ház a város azon területén fekszik, amelynek szintjét az 1879-es nagy árvíz után meg szándékoztak emelni, ezért elvárták, hogy az épületek a megállapított talajszinthez képest épüljenek meg. Az épület emiatt furcsa, másfél-emeletes kivitelben épült. A jelenlegi földszintet eredetileg pincének szánták, lakáscélú használatára csak a feltöltésig kaptak engedélyt. (A terület feltöltése azóta sem valósult meg.)
Az épületet látványos homlokzati díszekkel látták el. A téglával kirakott homlokzat középvonalában pávatollakat idéző zöld színű kerámiadíszítés fut körbe. Az épület főhomlokzatán (Lechner tér felé néző oldal) napjainkban már hiányoznak az ablakok tetejét díszítő mázas kerámialevelek, ezek már csak az Imre utca felé tekintő oldalhomlokzaton láthatóak. Az Szígyártó-ház másik szembeötlő dísze a tető alatti párkányon végigvonuló cikkcakkos tégladíszítés.
Az épületet a Nemzeti Kulturális Örökség Minisztériuma 2006. május 9-én védett műemlékké nyilvánította.